# 江喜
江喜（こう き）は、古代中国、紀元前1世紀の前漢の人である。江徳（こう とく）とも。生年不明、没年は征和6年（紀元前87年）。轑陽侯（潦陽侯とも）。
征和2年（紀元前91年）、圉県の守尉（県尉）魏不害は、厩の嗇夫（下級の職員）だった江徳らとともに、武帝の使者を装って反乱を起こそうとした公孫勇らを捕らえた。首魁の公孫勇を捕らえた功で江徳は1120戸で轑陽侯となった。
征和6年（紀元前87年）に子の江仁が轑陽侯を嗣いだので、この年に死んだと思われる。
ところが、轑陽侯の江徳がその後に太常という高官に任命されたと『漢書』の百官公卿表にあり、前後矛盾する。この問題については「轑陽侯」の項目に記す。

## 字の異同
史書に江喜・江徳は、『史記』巻20・建元以来侯者年表第8、『漢書』巻17・景武昭宣元成功臣表第5、『漢書』巻90、酷吏列伝第60の田広明伝と、3か所に現れる。人名、地名に字の違いがある。
人名
- 江徳 - 『史記』侯者年表、『漢書』酷吏列伝
- 江喜 - 『漢書』功臣表

地名
- 潦陽侯 - 『史記』侯者年表
- 轑陽侯 - 『漢書』功臣表、酷吏列伝